# Hit-Boy
Чонси Холлис (англ. Chauncey Hollis; род. 21 мая 1987, более известный под своим сценическим псевдонимом Hit-Boy) — американский рэпер и музыкальный продюсер из Фонтаны, Калифорния. В настоящее время у него подписан контракт с Interscope Records, также он является основателем Hits Since ‘87.

## Ранняя жизнь
Чонси Холлис родился 21 мая 1987 года в Фонтане, Калифорния. Его отец Чонси Холлис старший, а мать Таниша Бенфорд.

## Карьера
Карьера Hit-Boy началась на Myspace, после того, как он получил сообщение от Polow Da Don. Он продюсировал ряд именитых артистов, таких как Кид Кади, Канье Уэст, Jay-Z, Лил Уэйн, Эминем, 50 Cent, Мэри Джей Блайдж, Крис Браун, Snoop Dogg, Джастин Бибер и Кендрик Ламар. Один из членов-основателей бренда Surf Club в Калифорнии (наряду с другими бит-мейкерами Chase N.Cashe, BCarr и Chili Chill). Своё начало в музыкальной индустрии они получили в 2007 году, когда лейбл продюсера Polow Da Don Zone 4 объединился с Interscope Records.
7 июня 2012 года Hit-Boy выпустил свой первый рэп-сингл «Jay-Z Interview», спродюсированный Bink!. Также он принял участие в записи песни рэпера CyHi the Prynce «Entourage», которая вошла в его микстейп Ivy League Club, выпущенный 17 июля 2012 года. Затем он выпустил трек «Old School Caddy», и сам его спродюсировал. Эти два трека были представлены на дебютном микстейпе HITstory, выпущенном бесплатно на официальном сайте рэпера. 23 декабря 2012 года Hit-Boy подписал сольный контракт с Interscope Records под лейблом Blueprint Group, наряду с L.E.P. Bogus Boys. Вскоре после этого он написал: «2012 год был значительным для меня и моей семьи. Чувствую себя благословенным как никогда. Рад видеть, что Бог запланировал на 2013 года.» 23 января 2013 года было объявлено, что его лейбл Hits Since ‘87 сейчас принадлежит Interscope Records.
10 февраля 2013 года получил престижную награду «Грэмми», победив в номинации «лучшая рэп-песня».
29 июня 2013 года сообщил, что больше не подписан на GOOD Music, но у него всё ещё хорошие отношения с сотрудниками лейбла.

## Личная жизнь
Hit-Boy является племянником Родни Бенфорд из R&B-группы Troop.

## Дискография

### Микстейпы
| Название                             | Детали                                                                                        |
| ------------------------------------ | --------------------------------------------------------------------------------------------- |
| A Hit-Boy Christmas                  | - Дата релиза: 24 декабря 2010 - Лейбл: HS87 - Формат: Цифровая дистрибуция                   |
| Love Notes                           | - Дата релиза: 14 февраля 2011 - Лейбл: HS87 - Формат: Цифровая дистрибуция                   |
| HITstory                             | - Дата релиза: 7 августа 2012 - Лейбл: GOOD Music, HS87 - Формат: Цифровая дистрибуция        |
| All I’ve Ever Dreamed Of (with HS87) | - Дата релиза: 12 марта 2013 - Лейбл: Interscope Records, HS87 - Формат: Цифровая дистрибуция |